# Lasiurus
Lasiurus es un género de plantas herbáceas de la familia de las poáceas. Es originario del este de África y la India.

## Etimología
El nombre del género deriva del griego lasios (peludo) y oura (cola), que se refiere a su erecta inflorescencia peluda. 

## Especies
- Lasiurus ecaudatus Satyanar. & Shankarnar.
- Lasiurus epectinatus Napper
- Lasiurus maitlandii Stapf & C.E. Hubb.
- Lasiurus sindicus Henrard